# Дейвид Хърбърт Лорънс
Дейвид Хърбърт Лорънс, по-известен като Д. Х. Лорънс (на английски: David Herbert Lawrence), е британски писател, поет, есеист и художник. Автор на „Белият паун“ (1911), „Любовникът на лейди Чатърли“ (1928) и други.

## Биография и творчество

### Произход и детство
Дейвид Хърбърт Лорънс е роден на 11 септември 1885 г. в град Истуд, Нотингамшър, в централна Англия. Той е четвърто дете на пропил се миньор. Майка му, Лидия Бърдсол, е бивша учителка, доста по-начетена от мъжа си. Детството на Лорънс минава в бедност и караници между родителите му. Вдъхновен от майка си, с която е в силна емоционална връзка и дори превъплъщава в г-жа Морел в първата си творба, „Синове и любовници“, той проявява интерес към изкуствата. Той завършва Нотингамския университет и по-късно преподава в начално училище в Кройдън, Южен Лондон (1908-1911). Майката на Лорънс умира през 1910 г. от рак – той ѝ помага като ѝ дава свръхдоза приспивателни. Тази сцена той пресъздава в творбата си „Синове и любовници“.

### Началото на ХХ век
През 1909 г. няколко поеми на Лорънс биват показани от Джеси Чеймбърс, детската му любов, на Форд Мадокс Форд, който ги публикува в „Английско ревю“. Появата на първата му творба, „Белият паун“ (1911), утвърждава Лорънс като писател. През 1912 г. среща Фрида Уийкли (по баща фон Рихтхофен), жена на професор Ърнест Уийкли, и се влюбва в нея. Фрида напуска мъжа и трите си деца, и заедно с Дейвид избягват в Бавария, а после в Австрия, Германия и Италия, като се женят през 1914 г. През 1913 г. излиза „Синове и любовници“, основаваща се на детството му и включва описание на Джеси в образа на Мириам за разлика от по-ранните творби, където я наричат „Мюриъл“ .
През Първата световна война Дейвид и жена му са подложени на постоянен тормоз от властите поради германското потекло на съпругата и неговите антивоенни възгледи. Биват заподозрени в шпионаж в полза на германците (по-точно, че подават сигнали на германските подводници) и официално изгонени от Корнуол през 1917 г. Принудени от бедността, често сменят жилищата си и Лорънс едва оживява след тежък грип. Семейство Лорънс емигрира от Англия през 1919 г., когато започват номадските му години.

### Творчество през 20-те години на XX век
Най-добрата му творба, „Любовникът на Лейди Чатърли“, излиза неофициално във Флоренция през 1928 година. Разказва за любовната афера между богата, омъжена жена и работник в имението на мъжа ѝ. Книгата е забранена едновременно в Англия и Америка и обявена за порнография. В Англия се появява в нецензуриран вид през 1960 г. след съдебен процес, на който за свидетели на защитата са призовани Е. М. Форстър, Хелън Гарднър и Ричард Хогарт. Други произведения на Лорънс от 20-те са „Изгубеното момиче“, която започва да пише още в Италия, занимавайки се с любимата си тема – момиче се омъжва за мъж от много по-ниско потекло, пренебрегвайки съветите на приятелите си, защото намира в него топлота и разбиране, както и „Влюбена жена“ (1920 г.), отчасти отнасяща се за семейството на Лорънс, Джон Мидълтън и неговата жена Катрин Мансфийлд по времето, когато споделят една къща в Англия през 1914-15 г. Книгата е продължение на „Дъгата“. Други две негови работи от 20-те години са „Наказанието на Аарон“ (1922) и „Кенгуру“ (1923). Те показват известно влияние на Ницше, в частност идеята за „свръхчовека“, докато „Култ към змията“ (1926) дава ясна картина на Мексико и древните религии на ацтеките. Документалните разработки на Лорънс включват „Движенията в Европейската история“ (1921), „Психоанализ и безсъние“ (1922), „Учения в класическата американска литература“ (1923) и „Апокалипсис“ (1931).
Четвъртият му роман, „Дъгата“ (1915), е забранен за неприличния си характер – съдържа псувни и свободно се говори за секс. Забраната му пречи да издаде каквото и да е занапред. Дори рисунките му биват конфискувани от художествена галерия. Джон М. Мъри и Катрин Мансфийлд предлагат на Лорънс място за текстовете му в техните „малки списания“. Лейди Отолайн Моръл, жена на либерален член на Парламента, е най-големият покровител на Лорънс. Чрез нея той печели връзки с няколко важни личности, сред които Олдъс Хъксли, Е. М. Форстър и Бертран Ръсел, с когото обаче по-късно се скарва жестоко.

### Лорънс, творбите и туберкулозата
През 20-те години Олдъс и Лорънс пътуват из Италия и Франция. През годините от 1922 до 1926 той и Фрида напускат Италия и се местят многократно – първо в Цейлон, после Австралия, Ню Мексико и Мексико. Тези години дават на Лорънс достатъчно материал за няколко от романите и разказите му. През 1924 г. нюйоркската вип личност Мейбъл Додж Луън подарява на Лорънс и Фрида имението Киова в Таос, в замяна на оригиналния ръкопис на „Синове и любовници“. След тежко боледуване в Мексико, Лорънс разбира, че има животозастрашаваща туберкулоза. След 1925 г. Лорънс ограничава пътуванията си към Европа.
Той умира от туберкулоза във Ванс, Франция, на 2 март 1930 г. Фрида (която умира през 1956 г.) се връща обратно в ранчото Киова и построява параклис в памет на Лорънс, където помества праха от кремацията му. През 1950 г. тя се омъжва за Ангелино Равали, бивш италиански пехотен офицер, с когото започва връзка още през 1925 г. Лорънс също така получава посмъртно признание за експресионистките си картини, рисувани през 20-те години.

### Романи
- The White Peacock (1911)
- The Trespasser (1912)
- Sons and Lovers (1913)
Синове и любовници: Трагедията на днешното поколение, изд.: „Звезда“, София (1940), прев. Ставри Флоров
Синове и любовници, изд.: „Профиздат“, София (1990), прев. Лидия Александрова
- The Rainbow (1915)
Дъгата, изд.: ИК „Колибри“, София (2010), прев. Венцислав К. Венков
- Women in Love (1920)
Влюбени жени, изд.: „Сиела“, София (2005), прев. Борис Дамянов
- The Lost Girl (1920)
- Aaron's Rod (1922)
- Kangaroo (1923)
- The Boy in the Bush (1924)
- The Plumed Serpent (1926)
Пернатата змия, изд.: ИК „Колибри“, София (2013), прев. Венцислав К. Венков
- Lady Chatterley's Lover (1928)
Любовникът на Леди Чатърлей, изд.: „Д. Маджаров“, София (1934), прев. И. С.
Любовникът на Леди Чатърлей, изд.: „Богас“, София (1990), прев.
Любовникът на Леди Чатърлей, изд.: „Инфомедия Груп“, София (2012), прев. Иван Шекерджиев
- The Escaped Cock (1929), по-късно препубликуван под заглавието The Man Who Died

### Сборници с разкази
- The Prussian Officer and Other Stories (1914)
- England, My England and Other Stories (1922)
- The Horse Dealer's Daughter (1922)
- The Fox, The Captain's Doll, The Ladybird (1923)
Лисицата, изд.: София (1938), прев. Димитър Стоевски
- St Mawr and other stories (1925)
- The Woman who Rode Away and other stories (1928)
- The Rocking-Horse Winner (1926)
- The Virgin and the Gipsy and Other Stories (1930)
Девицата и циганинът, изд.: „Сиела“, София (2014), прев. Весела Кацарова
- Love Among the Haystacks and other stories (1930)

### Стихосбирки
- Love Poems and others (1913)
- Amores (1916)
- Look! We have come through! (1917)
- New Poems (1918)
- Bay: a book of poems (1919)
- Tortoises (1921)
- Birds, Beasts and Flowers (1923)
- The Collected Poems of D H Lawrence (1928)
- Pansies (1929)
- Nettles (1930)
- Last Poems (1932)
- Fire and other poems (1940)
- The Complete Poems of D H Lawrence (1964), ed. Vivian de Sola Pinto and F. Warren Roberts
- The White Horse (1964)

### Пиеси
- The Daughter-in-Law (1912)
- The Widowing of Mrs Holroyd (1914)
- Touch and Go (1920)
- David (1926)
- The Fight for Barbara (1933)
- A Collier's Friday Night (1934)
- The Married Man (1940)
- The Merry-Go-Round (1941)
- The Complete Plays of D H Lawrence (1965)
- The Plays, edited by Hans-Wilhelm Schwarze and John Worthen, Cambridge University Press, 1999

### Есеистика и публицистика
- Study of Thomas Hardy and other essays (1914)
- Movements in European History (1921)
- Psychoanalysis and the Unconscious и Fantasia of the Unconscious (1921/1922)
- Studies in Classic American Literature (1923)
- Reflections on the Death of a Porcupine and other essays (1925)
- A Propos of Lady Chatterley's Lover (1929)
- Apocalypse and the writings on Revelation (1931)
- Phoenix: The Posthumous Papers of D. H. Lawrence (1936)
- Phoenix II: Uncollected, Unpublished and Other Prose Works by D. H. Lawrence (1968)
- Introductions and Reviews, edited by N. H. Reeve and John Worthen, Cambridge University Press, 2004, ISBN 0-521-83584-4
- Late Essays and Articles, edited by James T. Boulton, Cambridge University Press, 2004, ISBN 0-521-58431-0

### Пътеписи
- Twilight in Italy and Other Essays (1916)
- Sea and Sardinia (1921)
- Mornings in Mexico and Other Essays (1927)
- Sketches of Etruscan Places and other Italian essays (1932)

### Преводи, извършени от Лорънс
- Lev Shestov, All Things are Possible (1920)
- Ivan Alekseyevich Bunin, The Gentleman from San Francisco (1922), tr. with S. S. Koteliansky
- Giovanni Verga, Mastro-Don Gesualdo (1923)
- Giovanni Verga, Little Novels of Sicily (1925)
- Giovanni Verga, Cavalleria Rusticana and other stories (1928)
- Antonio Francesco Grazzini, The Story of Doctor Manente (1929)